# عملية ذوي القلوب الشجاعة
عملية ذوي القلوب الشجاعة عملية ذوي القلوب اليقظة (بالعبرية: אבירי לב «أبيراي-لڤ»)، هي واحدة من معارك حرب أكتوبر ووقعت في 15-18 أكتوبر 1973، مباشرة على إثر فشل تطوير الهجوم المصري في منطقة المضائق. وقد تلاها محاصرة الجيش الثالث المصري
هدف الحملة الإسرائيلية كان عبور قناة السويس وبذلك الانتصار في الحرب على الجبهة المصرية. العملية نفذتها الفرقة 143 تحت قيادة الجنرال أرييل شارون، وكانت تضم ثلاث ألوية مدرعة (اللواء 14 المدرع ولوائي احتياط 421 و 600)، ولواء 247 مظلات احتياط، وتجمعين وعدد من كتائب المدفعية وسلاح المهندسين للعبور. كان عبور القناة أحد نقاط التحول والقرارات الهامة في الحرب. بعد نجاح الجيش الإسرائيلي في التقدم حتى الكيلو 101 على طريق السويس-القاهرة ومحاصرته للجيش الثالث الميداني المصري، وهو الأمر الذي أجبر المصريين على قبول وقف اطلاق نار أنهي القتال على الجبهة المصرية.

## برنامج الاعداد
في ليلة 14 أكتوبر 1973، تلقت قيادة الفرقة 143 تكليف مهمة الاستيلاء على المزرعة الصينية - التي كان موقعها يسيطر على الممر - اللواء 14. كـُلـِّف اللواء 247 زوارق عبور قناة السويس وإنشاء رأس جسر غرب قناة السويس. كـُلـِّف اللواء 421 بالقيام بالأعمال الهندسية لعبور القناة وتوسيع رؤوس الجسور والإغارة على البطاريات المضادة للطائرات المصرية «لإخلاء الأجواء» لسلاح الطيران الإسرائيلي. اللواء 600 كانت مهمته خداع وتضليل التشكيلات المصرية في المزرعة الصينية.

## استعدادات سلاح المهندسين الإسرائيلي لعبور القناة
عبور الإسرائيليين للقناة لم يكن ليحدث بدون تخطيط واعداد سلاح المهندسين الإسرائيلي، التي بدأت مباشرة بعد حرب 1967 وتدريب كوادره على العبور وتجهيز المزيد من معدات العبور منذ 1968. وقبل أيام من حرب أكتوبر، دخل سلاح المهندسين الإسرائيلي في حالة طوارئ عبور وتمكن من تشغيل معظم المعدات والأفراد المطلوبين لضمان نجاح العملية المعقدة المتشابكة. عملية العبور الإسرائيلي أديرت بالاشتراك مع سلاح المدرعات، للمساعدة في جر الجسور وفردها في المواقع المحددة، وتحت ساتر نيراني تجهيزات معدات الجسر وتركيبه.
بعد النصر الإسرائيلي في حرب يونيو، تمركز الجيش الإسرائيلي على الضفة الشرقية لقناة السويس. ولأن خطر الحرب مع مصر لم يختفِ، فقد بدأ سلاح المهندسين الإسرائيلي في الإعداد لتمكين القوات المسلحة الإسرائيلية من عبور قناة السويس غرباً. بالإضافة لذلك أسست القوات المسلحة الإسرائيلية عقيدتها القتالية على الجبهة الجنوبية (المصرية) التي نصت على أن عبور قناة السويس سيكون خطوة أكيدة لصد أي هجوم معادي. وبالفعل في 1967 بدأت القوات المسلحة الإسرائيلية في البحث في وسائل الجسور والعبور التي تناسب أغراضها. إلا أنه بسبب رفض معظم البلدان الغربية إمداد إسرائيل بالمعدات المطلوبة، فقد قامت القوات المسلحة الإسرائيلية بشراء مصنع بريطاني يسمى "يوني‌فلوت Unifloat"، الذي صنع الصنادل Hh"n . وبالإضافة لذلك، اشترت من الجيش البريطاني، كخردة، عشرات المركبات البرمائية الألمانية، مثل EWK Gillois type I (2a) شاحنة برمائية / فاردة للجسور - "Z'iloah" (التي أطلق عليها الجيش الإسرائيلي اسم "تمساح"). وكانت تلك المركبات قادرة على الحركة الذاتية وقادرة على عبور مجاري مائية والحركة في الماء، (باستخدام عوامات مطاطية تُنفـَخ على جانبيها)، والوسطنة. وربط ثلاث من تلك "التماسيح" لبعضهم البعض، وفرد جسر سطحي فوق تلك الزوارق، خلق جسراً قادراً على عبور حمولة 60 طن. ولم تكن التماسيح "هاتمساحيم" المشتراة في حالة جيدة، وتطلبوا عـَمرة شاملة للتماسيح. وحسب منشورات الجيش الإسرائيلي، بلغت تكلفة الوحدة مليون ليرة إسرائيلية في ذلك الوقت. عدد من التماسيح التي لم تخضع لعـَمرة لم يمكن استخدامها كمعابر ثابتة على القنال، بل استخدموا كعبـّارات متنقلة. وفي 1968 بدأ سلاح المهندسين الإسرائيلي في إعداد فريق للإشراف على التدريب وتطوير عقيدة ثابتة لاستخدام وإدارة وصيانة المعابر. وقام بذلك عدد من كتائب الاحتياط؛
لكتيبة الشفرة (السكين) - كتيبة المشاريع (مش ميكا)
الكتيبة 630 احتياط - صنادل
الكتيبة 634 احتياط caimans
الكتيبة 605 - قوارب وجسور
ومنذ مطلع 1968 افتتح سلاح المهندسين الإسرائيلي موقع تدريب في جنوب إسرائيل، حيث خلقوا بحيرة ذات أعماق مختلفة لتحاكي قناة السويس، حيث تدرب المشاة الميكانيكية والتماسيح وسلاح المدرعات، وأصبحوا جزءاً من عقيدة سلاحي المهندسين والمدرعات. وبعض تلك الإجراءات استخدمها الجيش الإسرائيلي بنجاح حتى في عبور نهر الأردن أثناء معركة الكرامة. كما قاموا بشراء قوارب مطاطية لعبور الموانع المائية لقوات الكوماندوز والطليعة لبدء تطهير الجانب المقابل من المانع المائي والتي ستساعد في تأسيس الجسر من الجانب الآخر. وللمدرعات الثقيلة، التي تزن كل منها أكثر من 60 طن، كان عليعهم تطوير وسائل لنقلهم حتى حافة القناة. أفراد وحدة التطوير في سلاح المهندسين أنتجوا وركـَّبوا عجلات خاصة من Media Relations, وحين نـُقِل الأسلوب إلى الدبابات المسماة أمباسادور في الموقع جرت عملية العبور بنجاح. Media Relations كان يرتبط بها أيضاً وحدات دفع خارجية، التي سمحت بحركة الصنادل في الماء وتم ربطهم ببعضهم البعض بواسطة زعانف ليشكلوا سطح جسر متصل، بدون استخدام لوسائل خارجية. وحدات الدفع كانت عبارة عن محركات 80 حصان، مروحته غاطسة في الماء، وسائق الوحدة محمي. الوحدات كانت مستقلة تماماً عن بعضها البعض، وكان بالإمكان تجميعهم معاً أو فكهم عن بعضهم البعض دون تأثر حمولتهم من المركبات. وبالسماح لوحدات الدفع الذاتي المكونة من عدد من التماسيح المربوطين معاً، أمكن للجسر حمل عدة دبابات من ضفة القناة إلى الضفة المقابلة، بدون استخدام عبارات أو قوارب مجرورة.
إلا أن كتيبة المشاريع والتماسيح لم يكونوا كافين لفتح طريق يمكـِّن كتلة حرجة من القوات أن تعبر قناة السويس. فقد كانت المعدات عرضة للهجوم، ولم تكن بالوفرة التي تمكن من إنشاء عدد مناسب من الجسور عبر 200 متر (عرض قناة السويس)، وأصبح لزاماً القيام بالمزيد من وسائل التدخل لتكثيف انتقال القوات. الجنرال داڤيد لاسكوڤ قائد وحدة التطوير بسلاح المهندسين (وحدة «افتح») الذي طوّر آنذاك جسر البكرات. وحدات جسر البكرات تكونت من أسطوانات طويلة من الصلب، مربوطة بإطار على جانبي الجسر. الأسطوانات (البكرات)، كانت مصممة لتأخذ الجسر إلى مكانه المطلوب، وكانت تضم وسائل للطفو، حيث كانت مملوءة بالرغاوي البلاستيكية لتضمن بقاءها في موضعها حتى في حالة القصف. وكان الجسر مصمماً من البداية ليجر ممرات المركبات بواسطة دبابات، وحين يصل لحافة الماء، يمكن فرد الجسر من الأرض باستخدام جرارات دبابات، وتربط الوحدات لتشكيل الجسر ثم دفعه للماء، بدون الحاجة لوجود أي شخص مكشوف أثناء فرد الجسر أو ربط وحداته. جرت دورات التلقين والاختبار عدة مرات في موقع التدريب لدى البحيرة الاصطناعية. وكان ذلك التطوير هو سبب حصول الجنرال داڤيد لاسكوڤ والجنرال إسرائيل طال على جائزة الدفاع في إسرائيل.
معدات الجسور المصممة لعبور القناة كانت مخزنة في معسكر رفيديم في وسط سيناء، وكانت مستعدة للفرد من قِبل وحدات سلاح المهندسين. وكما كان شراء المعدات ناجحاً وكذلك التدريب المناسب، فقد نجحت القيادة الجنوبية مع سلاح المهندسين الإسرائيلي في عبور قناة السويس ونقل قوات الجيش الإسرائيلي إلى داخل مصر وقد مدت ثلاث جسور أثناء القتال.